# ماغنوس ويسترمان
ماغنوس ويسترمان (بالدنماركية: Magnus Westermann)‏ هو سباح دنماركي، ولد في 13 مارس 1995.

## وصلات خارجية
- ماغنوس ويسترمان على موقع الاتحاد الدولي للسباحة (الإنجليزية)
- ماغنوس ويسترمان على موقع أوليمبيديا (الإنجليزية)